# Église Saint-Roch d'Ajaccio
L'église Saint-Roch d'Ajaccio est une église de style néoclassique réalisée sur un projet de 1885 de l'architecte ajaccien Barthélémy Maglioli (Ajaccio 1856-1909).